# Поцелуево (Московская область)
Поцелуево — деревня в муниципальном округе Егорьевск Московской области России.

## География
Деревня Поцелуево расположена в юго-западной части муниципального округа Егорьевск, примерно в 22 километрах к юго-востоку от города Егорьевск. В 1 километре к западу от деревни протекает река Устынь. Высота над уровнем моря 126 метров.

## Название
В письменных источниках деревня упоминается как Юрьев Дуб (1577 год), Юрьев Дуб, Поцелуево тож (1627 год). С конца XVII века употребляется название Поцелуево.
Наименование Поцелуево связано с некалендарным личным именем Поцелуй.

## История
До отмены крепостного права деревней владела помещица Самойлова. После 1861 года деревня вошла в состав Круговской волости Егорьевского уезда. Приход находился в селе Круги.
В 1926 году деревня входила в Круговский сельсовет Лелеческой волости Егорьевского уезда.
До 1994 года Поцелуево входило в состав Бобковского сельсовета Егорьевского района, в 1994—2004 годы — Бобковского сельского округа, а в 1994—2006 годы — Раменского сельского округа.
До 2015 года входила в состав сельского поселения Раменское.

## Демография
В 1885 году в деревне проживало 258 человек, в 1905 году — 264 человека (126 мужчин, 138 женщин), в 1926 году — 152 человека (62 мужчины, 90 женщин). По переписи 2002 года — 23 человека (9 мужчин, 14 женщин). Население — 20 человек (2010).
| 1859 | 1868 | 1885 | 1905 | 1926 | 2002 | 2006 |
| ---- | ---- | ---- | ---- | ---- | ---- | ---- |
| 187  | ↗201 | ↗258 | ↗264 | ↘152 | ↘23  | ↘16  |
| 2010 |      |      |      |      |      |      |
| ↗20  |      |      |      |      |      |      |

## Экология
В настоящее время администрацией городского округа Егорьевск инициировано строительство временной площадки накопления отходов (ОПН) в непосредственной близости от деревень Поцелуево и Круги. Работы начаты в апреле 2018 годы. ОПН располагается на площади в 12 Га. Создана временная дорога к площадке, ведется укладка геомембраны. Все работы ведутся без какой-либо разрешительной документации.
Параллельно инициирована смена назначения еще 80 гектар земли. Новое назначение земли - обращение с отходами, что говорит о планах создания полноценного полигона ТБО.
Размещение ОПН и планы по созданию полигона ТБО вызывает возмущение жителей всего городского округа Егорьевск, которые создали инициативную группу для противодействия строительству.